# Yovisto
Yovisto ist ein Videoportal, das auf die Bereitstellung, Suche und Verwaltung akademischer Video- und Vorlesungsaufzeichnungen spezialisiert ist. Also eine Art „YouTube für Akademiker“.
Yovisto bietet seinen Benutzern die Möglichkeit, nicht nur Videodaten zu verwalten (und z. B. als Videopodcast zu publizieren), sondern auch interaktiv mit den Videodaten zu arbeiten.
Es können Videos diskutiert, verschlagwortet und inhaltlich durchsucht werden. Insbesondere die Möglichkeit der inhaltsbasierten Suche in den Videodaten wird bei längeren Videoaufnahmen (wie z. B. Vorlesungsmitschnitten) und insbesondere unter Berücksichtigung ihrer stetig wachsenden Anzahl unverzichtbar. Diese inhaltsbasierte Suchfunktion unterscheidet Yovisto von anderen Videoportalen.
Bookmarks können an jeder beliebigen Stelle in den Videodaten gesetzt und gespeichert werden.
Schlagworte (Tags) können durch „Social-Tagging“ sowohl von den Videoeigentümern als auch von allen übrigen Benutzern an beliebige Positionen innerhalb eines Videos geheftet und für andere Benutzer sichtbar gemacht werden. Mit Hilfe einer personalisierten Suchfunktion werden markierte Stellen in Videodaten in wenigen Klicks wiedergefunden.
Dozenten können das „Social-Tagging“ nutzen, um die Studenten auf wichtige Aspekte innerhalb der Vorlesungsaufzeichnung besonders hinzuweisen (z. B. prüfungsrelevante Abschnitte, weiterführende Erläuterungen, Referenzen usw.) oder um besonders diskussionswürdige Abschnitte in den Videodaten hervorzuheben. Auch Diskussionen können bei Yovisto an beliebigen Stellen innerhalb eines Videos begonnen und fortgeführt werden. Die Diskussion bzw. die jeweiligen Kommentare werden direkt mit einer bestimmten – von den Nutzern gewählten – Stelle der Videoaufzeichnung verknüpft und sind damit jederzeit wieder aufrufbar.

## Hintergrund
Yovisto ist entstanden aus dem vom BMWi/ESF geförderten Gründungsprojekt „OSOTIS – Suche in Multimediadaten“ an der  Friedrich-Schiller-Universität Jena. Aktuell wird das Projekt von der Semantic Web Forschungsgruppe am Hasso-Plattner-Institut in Potsdam fortgeführt mit dem Ziel, Yovisto als semantische Video-Suchmaschine zu etablieren.
Yovistos Technologie der inhaltsbasierten Suche ist unter anderem in das an der ETH Zürich entwickelte Replay und in das Opencast Matterhorn Projekt eingeflossen.
Yovisto wurde nominiert für den World Summit Award Germany 2009 und zählt damit zu den „besten deutschen E-Content- und E-Service-Angeboten“ im Bereich E-Learning & Education.